# Джинґл
Джинґл (англ. jingle — дзеленчання) — спеціальний фірмовий короткий звуковий сигнал, що має ідентифікувати радіостанції в ефірі. Як правило, може містити позивні (назву радіостанції), слоган, інформацію про частоту мовлення радіостанції та подібну інформацію.
Джинґли складаються з поєднання музичної теми та тексту і розробляються відповідно до формату, в якому працює радіостанція.
Колись для трансляції джинґлів на радіо використовувались аналогові касетні магнітофони з «нескінченною» закільцьованою магнітною плівкою — джинґловоди, які в сучасному комп'ютеризованому світі поступились цифровим пристроям.

## Структурні елементи джинґлу
До цієї категорії відносяться інформаційні джинґли. Вони допомагають слухачеві зрозуміти, на якій хвилі він знаходиться, і задає імідж радіостанції. Деякі радіостанції використовують один голос, інші — декілька. Хронометраж повної форми джинґла, яку називають «рамп» — до 40 секунд. Проте джинґли мають і середню, «основну» форму (15—20 секунд), а також короткі варіації:
- Шотґан (2—3 секунди) — елемент, що складається з початкового звукового ефекту і «фірмової» вокальної фрази.
- Ідентифікатор (3—5 секунд) — вокально-музичний елемент, що обов'язково передбачає згадку радіостанції і/або частоти.

Завданням ідентифікації радіостанції також служать свіпери і лайнери.
Свіпер записаний на музичній «підкладці». Він повідомляє ключову інформацію про радіостанцію, у тому числі частоту і слоган. На відміну від джинґла, свіпер не співається, а проговорюється: «Кращі пісні на радіостанції X. Залишайтеся з нами!». Лайнер, або «войсдроп» не має музичної підкладки.

## Службові джинґли
Сюди можна віднести «підкладки», які не містять фірмового мотиву, проте все одно впізнавані. Вони використовуються для фонового оформлення рубрик (новинних блоків, прогнозу погоди тощо) і можуть, залежно від завдань, бути музичними або шумовими.
Окрема група службових джинґлів ― «транзишени» (переходи). Іноді ці елементи є варіацією головного музичного мотиву. Також вони можуть складатися з самих лише шумових ефектів.

## Етапи створення джинґлів
Передбачені наступні етапи:
1. Створення головної музичної теми. Залежно від бюджету клієнта можна притягнути композитора для написання оригінальної мелодії, або використати мотив з ліцензійної музичної бібліотеки.
2. Аранжування. Вибрану мелодію обробляють відповідно до формату радіостанції (рок, блюз, поп-музика і так далі).
3. Запис вокальних партій. Залежно від побажань замовника вибирають вокаліста і диктора з бази голосів.
4. Монтаж джинґлів, свіперів та інших елементів.
5. Мастеринг. Фінальна обробка матеріалу.

## Для чого потрібни джинґли радіостанціям?
Оформлення ефіру для такої радіостанції має наступні цілі:
- Робота на імідж: позначити, що музика, що програється, є частиною бренду і повинна асоціюватися з ним.
- Акустичний комфорт: зв'язати пісні різних жанрів і динаміки між собою.
- Створення настрою: акцентувати увагу слухача на відношенні закладу до нього. Простіше кажучи, побажати доброго ранку, продуктивного дня, приємного вечора.